# Monaco ai XXII Giochi olimpici invernali
Monaco ha partecipato ai XXII Giochi olimpici invernali, che si sono svolti dal 7 al 23 febbraio a Soči in Russia, con una delegazione composta da cinque atleti.

## Bob
| Gara               | Atleta                             | Manche 1 | Manche 1  | Manche 2 | Manche 2  | Manche 3 | Manche 3  | Manche 4        | Manche 4        | Totale  | Totale    |
| Gara               | Atleta                             | Tempo    | Posizione | Tempo    | Posizione | Tempo    | Posizione | Tempo           | Posizione       | Tempo   | Posizione |
| ------------------ | ---------------------------------- | -------- | --------- | -------- | --------- | -------- | --------- | --------------- | --------------- | ------- | --------- |
| Bob a due maschile | Patrice Servelle Sébastien Gattuso | 57"50    | 20        | 57"30    | 20        | 57"80    | 26        | non qualificati | non qualificati | 2'52"60 | 21        |

## Sci alpino

### Uomini
| Gara            | Atleta             | Manche 1 | Manche 1  | Manche 2 | Manche 2  | Totale  | Totale    |
| Gara            | Atleta             | Tempo    | Posizione | Tempo    | Posizione | Tempo   | Posizione |
| --------------- | ------------------ | -------- | --------- | -------- | --------- | ------- | --------- |
| Supercombiata   | Arnaud Alessandria | 1'57"59  | 36        | DNF      | DNF       | DNF     | DNF       |
| Supercombiata   | Olivier Jenot      | 1'59"81  | 45        | 56"01    | 25        | 2'55"82 | 28        |
| Slalom gigante  | Olivier Jenot      | DNF      | DNF       | DNF      | DNF       | DNF     | DNF       |
| Slalom speciale | Olivier Jenot      | 55"89    | 59        | DNF      | DNF       | DNF     | DNF       |
| Discesa libera  | Arnaud Alessandria | n/a      | n/a       | n/a      | n/a       | 2'12"71 | 39        |
| Supergigante    | Arnaud Alessandria | n/a      | n/a       | n/a      | n/a       | DNF     | DNF       |
| Supergigante    | Olivier Jenot      | n/a      | n/a       | n/a      | n/a       | 2'22"20 | 35        |

### Donne
| Gara           | Atleta            | Manche 1 | Manche 1  | Manche 2 | Manche 2  | Totale | Totale    |
| Gara           | Atleta            | Tempo    | Posizione | Tempo    | Posizione | Tempo  | Posizione |
| -------------- | ----------------- | -------- | --------- | -------- | --------- | ------ | --------- |
| Supercombinata | Alexandra Coletti | DNF      | DNF       | DNF      | DNF       | DNF    | DNF       |
| Discesa libera | Alexandra Coletti | n/a      | n/a       | n/a      | n/a       | DNF    | DNF       |